# Association Football Club
El Association Football Club, conocido como Association FBC, fue un club de fútbol del Perú, de la ciudad de Lima en el departamento de Lima. Fue fundado el 20 de mayo de 1897 y fue el primer club fundado exclusivamente para la práctica del fútbol en el Perú.

## Historia
El Association Football Club fue el primer club Peruano fundado para la práctica del fútbol el 20 de mayo de 1897. La iniciativa correspondió a Augusto Brondi, estudiante del Labarthe, junto con alumnos del colegio Guadalupe y el Convictorio Peruano. El nombre que tomó se debió a "la asociación de muchachos de diversos colegios que por entonces se disputaba entre los clubes de Londres". Sobre este punto, Wilfredo Gameros agrega acertadamente que la intención era diferenciarlo del fútbol rugby, muy popular en Inglaterra durante esos años.
El club Association alcanzó gran importancia y su notoriedad fue más fuerte en el segundo lustro de la primera década del siglo XX. En esta época solía pactar encuentros con Lima Cricket y Unión Cricket y viajaban al Callao a jugar con equipos del puerto. En esta etapa que empieza a desarrollar su rivalidad con el Atlético Chalaco producto de disputados partidos y más de un incidente; rivalidad que mostraría las primeras adhesiones y manifestaciones de competitividad en el fútbol. En la segunda década del XX alcanzó su mejor momento en un periodo que se extiende hasta mediados de los años veinte. Podría decirse que ocupó el lugar dejado por el Unión Cricket tras su desaparición hacia 1912 como representante de la elite limeña en los eventos futbolísticos. 
En 1926, el club realizó una gira de encuentros en Argentina. Con el correr de los años el Association fue perdiendo importancia hasta que en septiembre de 1927 se fusionó con el club Unión Ciclista Peruana para formar el club Ciclista Lima Association. La fusión se produce alrededor del mes de Mayo de 1927. Por lo tanto, los partidos de fútbol jugados antes de ese mes, se mantenía con el nombre de Association Football Club.
El club que es su sucesor y no solo lleva los colores de su camiseta, sino también el apodo de decano por su antecesor que fue el primer club peruano de fútbol.

## Uniforme
- Uniforme titular: Camiseta de rayas negras y blancas, pantalón blanco, medias negras.
- Uniforme alterno: Camiseta de rayas negras y blancas, pantalón blanco, medias blancas.

Uniforme Titular 1896/1897 al 1917
| Titular 1 | Titular 2 | Titular 3 | Titular 4 | Titular 5 | Titular 6 | Titular 7 |  |

Uniforme Titular 1917 al 1927
| Titular 1 | Titular 2 | Titular 3 | Titular 4 | Titular 5 | Titular 6 | Titular 7 |  |

## Rivalidades
En los comienzos de la difusión del fútbol en el Perú, estableció encuentros con el Unión Cricket (fútbol) , Unión Foot Ball , Club Foot Ball Perú y Lima Cricket F.C..
Association F.B.C. tenía una rivalidad con el Atlético Chalaco, con esta rivalidad nacieron los clásicos Lima-Callao.

## Encuentros
- Association F.B.C. vs Lima Cricket F.C. : 2 - 1, (1912)

## Jugadores
| - E. Álvarez - Carlos Moscoso. - Antonio Maquilón. - R. Mascaro | - Pedro Moscoso. - L. Basurto - N. Agüero - J. Bulnes | - S. Aranda - V. Villavicencio - S. Navarrete. - Castañeda. | - Cárdenas. - García. - Carrillo. - Valcárcel. | - Basurto. - Julio Quintana. - Guillermo Alfaro. - Salinas. |

## Palmarés
- Subcampeón de la Liga Peruana de Football: (1) 1912.
- 4.º Puesto de la Liga Peruana de Football: (1) 1913.

## Nota clubes no relacionados y relacionados
- Hace mucho tiempo, existió el Association F.C. del Distrito de Chorrillos, donde participó varias temporadas a la Liga de Balnearios. A pesar de tener nombres e indumentaria iguales, este club tenía una organización completamente diferente al Decano.

- En 1920, se funda el equipo Association F.B.C. de la Provincia de Huarochirí del departamento de Lima. Este club participa por varios años en su liga de origen. Sin embargo, a pesar de que el uniforme y el nombre del club son idénticos al histórico, no guarda relación con este.

- En pocos ocasiones los diarios peruanos por ejemplo en 1933, al club Ciclista Lima Association, lo denominaban Association Football Club (debido a su origen).